# Guido Costa
Guido Costa (fl. XX secolo) è stato un calciatore italiano, di ruolo ala.

## Carriera
Ha giocato le prime due stagioni della Cremonese, la prima con la maglia biancolilla, la seconda in grigiorosso. Ha esordito nella prima partita ufficiale della Cremonese il 7 dicembre 1913 nella pesante sconfitta di Varese (5-1); in totale ha giocato 14 incontri nei due campionati, realizzando una rete proprio il giorno dell'esordio, la prima in assoluto nella storia della società.

## Palmarès

### Club

#### Competizioni regionali
- Promozione: 1

Cremonese: 1913-1914